# Breuil-sur-Couze
Breuil-sur-Couze é uma comuna francesa na região administrativa de Auvérnia-Ródano-Alpes, no departamento Puy-de-Dôme. Estende-se por uma área de 5,94 km². Em 2010 a comuna tinha 1 125 habitantes (densidade: 189,4 hab./km²).